# MacKay (Alberta)
MacKay est un hameau (hamlet) du Comté de Yellowhead, situé dans la province canadienne d'Alberta.

## Démographie
En tant que localité désignée dans le recensement de 2011, MacKay a une population de 5 habitants dans 4 de ses 4 logements, soit une variation de -83.3% par rapport à la population de 2006. Avec une superficie de 0,007 9 km2, le hameau possède une densité de population de 632,911 4 hab/km2 en 2011.
Concernant le recensement de 2006, MacKay abritait 30 habitants dans 11 de ses 11 logements. Avec une superficie de 0,007 9 km2, le hameau possédait une densité de population de 3 797,5 hab/km2 en 2006.